# Печорна (Чортковский район)
Печорна (укр. Печорна) — село в Залещицкой городской общине Чортковского района Тернопольской области Украины.
До 2020 года входило в Залещицкий район.
Код КОАТУУ — 6122083702. Население по переписи 2001 года составляло 511 человек.

## Географическое положение
Село Печорна находится на левом берегу реки Днестр,
выше по течению на расстоянии в 0,5 км расположено село Зелёный Гай,
ниже по течению на расстоянии в 1 км расположен город Залещики,
на противоположном берегу — посёлок Кострижевка и село Прилипче.
Рядом проходит автомобильная дорога М-19 (E 85) и
железная дорога, станция Дзвиняч в 4-х км.

## История
- 1427 год — дата основания.

## Объекты социальной сферы
- Школа I ст.
- Клуб.
- Фельдшерско-акушерский пункт.

## Достопримечательности
- Братская могила советских воинов.